# Doubazao
Doubazao (ou Doubazaou) est une localité du Cameroun située dans l'arrondissement de Ndoukoula, le département du Diamaré et la région de l’Extrême-Nord. Elle fait partie du canton de Gawel.

## Population
En 1975, la localité comptait 93 habitants, principalement des Guiziga
Lors du recensement de 2005, on y a dénombré 87 personnes.